# Hydropsyche iberomaroccana
Hydropsyche iberomaroccana är en nattsländeart som beskrevs av Gonzalez och Malicky 1999. Hydropsyche iberomaroccana ingår i släktet Hydropsyche och familjen ryssjenattsländor. Inga underarter finns listade i Catalogue of Life.